# Mota del Cuervo
Mota del Cuervo es un municipio y localidad española de la provincia de Cuenca, en la comunidad autónoma de Castilla-La Mancha. El término municipal, ubicado en la comarca de La Mancha, cuenta con una población de 6121 habitantes (INE 2024). Entre sus costumbres destaca la celebración de la fiesta de Nuestra Señora de la Antigua de Manjavacas, declarada de interés turístico nacional. La localidad es conocida turísticamente como «El Balcón de la Mancha».
Entre los monumentos visitables de Mota, cabe destacar sus siete molinos de viento que se sitúan sobre la loma a cuyos pies se asienta el pueblo. De ellos, el molino del Zurdo es el más antiguo y de él se tiene constancia desde hace casi tres siglos. El cultivo del trigo ha sido históricamente una de las principales actividades económicas de Mota del Cuervo, y de ello resulta el pan de la Mota, un pan producido local y artesanalmente, y que recibió la patente en 2021.

## Geografía
Mota del Cuervo se sitúa en el centro de Castilla-La Mancha, a una distancia parecida de todas las capitales de provincia, salvo Guadalajara. Atraviesan el municipio la carretera N-301 que une Madrid con Cartagena pasando por Albacete y Murcia, así como la autopista de peaje AP-36 (autopista Ocaña-La Roda) que realiza el mismo recorrido que la anterior entre Ocaña y La Roda. 
También pasa por Mota del Cuervo la N-420, que une Tarragona y Córdoba pasando por Cuenca y Ciudad Real. Otras carreteras de menos importancia que atraviesan la localidad son la CM-3108 que une Mota con Los Hinojosos y Villamayor de Santiago y la CU-V-1001 que llega hasta Las Mesas.

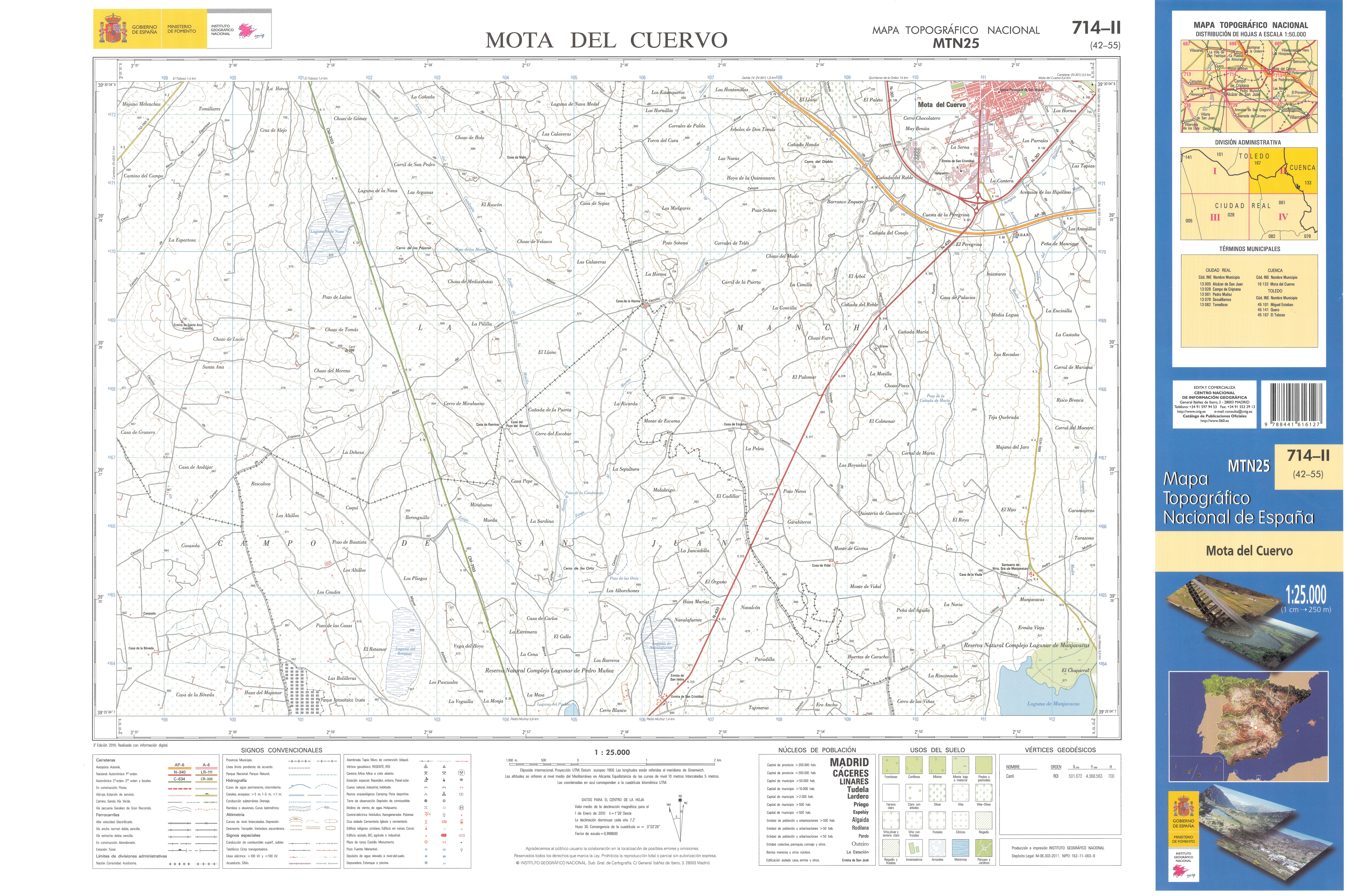
Hoja 714-II del Mapa Topográfico Nacional correspondiente a Mota del Cuervo

Por el territorio moteño transitan varios caminos que unen Mota con los municipios cercanos. Así, hay caminos directos hasta Villanueva de Alcardete, Villamayor de Santiago, Santa María de los Llanos, Las Mesas, Socuéllamos, Pedro Muñoz, Campo de Criptana y El Toboso. Otros caminos atraviesan el término: destaca el Cordel de los Serranos, cañada de ganados que venía desde Molina de Aragón y se unía a la Cañada Real Conquense en Tomelloso, así como el Camino de los Valencianos (antiguo camino de Toledo a Valencia, actualmente Camino de Santiago de Levante) que viene de El Toboso y pasa por Manjavacas; y por último la Senda Vedada, que une El Toboso y Belmonte, y parece tener orígenes romanos.
Mota del Cuervo se encuentra a unos 113 km de Cuenca, 112 km de Albacete, 134 km de Ciudad Real, a 123 km de Toledo y a 140 km de Madrid.
El término municipal de Mota del Cuervo tiene una superficie de 176 km². Limita al norte con Los Hinojosos, al este con Santa María de los Llanos y Las Mesas, al sur con Socuéllamos y al oeste con Pedro Muñoz y El Toboso. El término se sitúa en la submeseta sur, en la llanura manchega. Las lomas que se sitúan al norte del término son las últimas estribaciones de la sierra de Altomira, es decir, son terrenos kársticos. Al sur comienzan a aparecer los terrenos arcillosos y las margas, mucho más permeables. Esta diferencia de terrenos está relacionada con los acuíferos; así, los terrenos kársticos del norte pertenecen al acuífero 19 y los arcillosos del sur al famoso acuífero 23.
| Noroeste: El Toboso   | Norte: Los Hinojosos | Noreste: Santa María de los Llanos             |
| Oeste: El Toboso      |                      | Este: Santa María de los Llanos                |
| Suroeste: Pedro Muñoz | Sur: Socuéllamos     | Sureste: Santa María de los Llanos y Las Mesas |

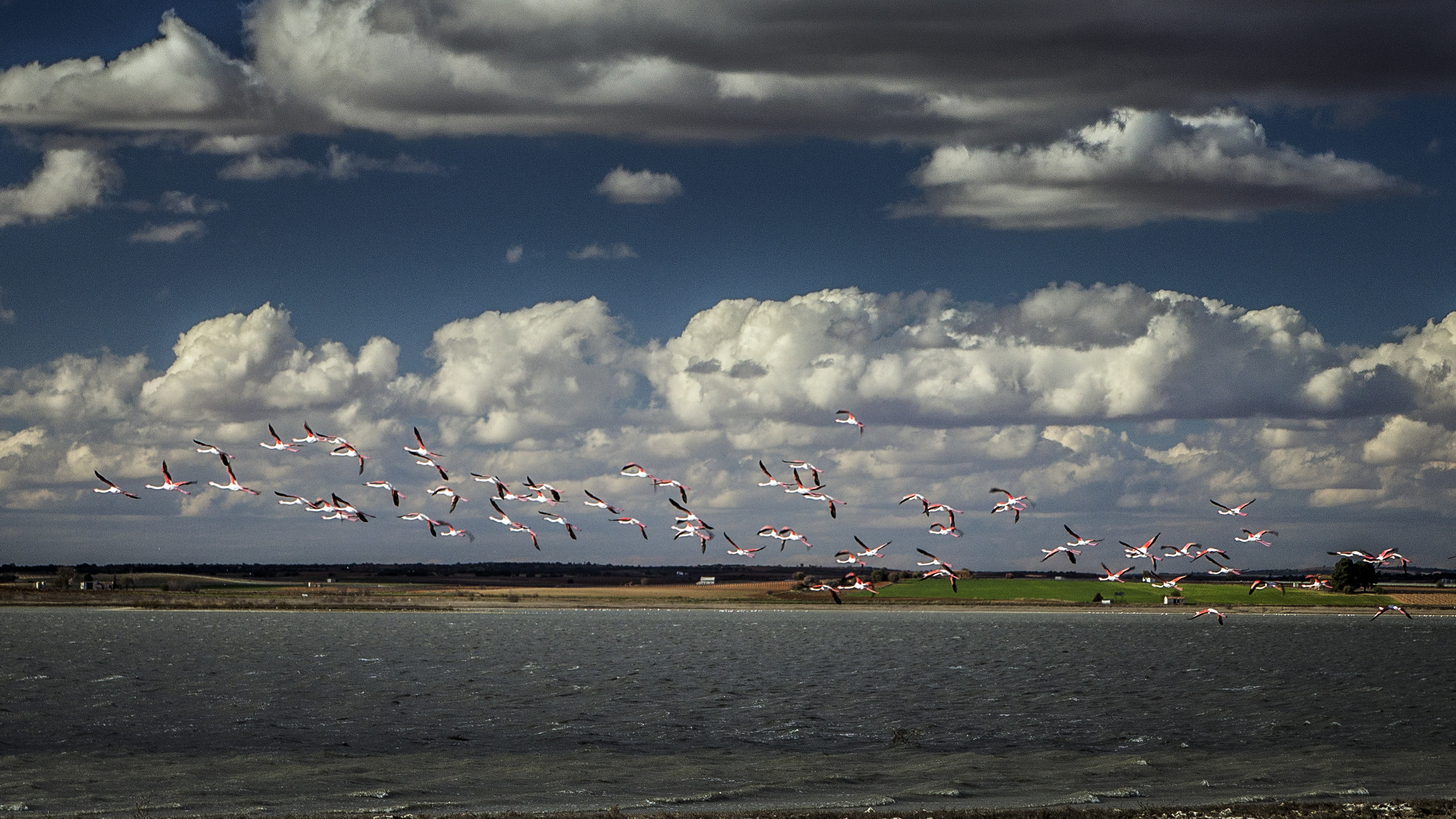
Laguna de Manjavacas

Dos ríos bañan el término: el río Saona, que además sirve de límite con Las Mesas, y el Záncara que también es el límite con Socuéllamos. Hay otros arroyos y ramblas, que en su mayoría desembocan en las numerosas lagunas que posee el municipio. El complejo lagunar de Mota del Cuervo es parte de los humedales manchegos, y está situado al sur del término municipal, a unos 8 o 10 km de distancia. Incluye las lagunas de Manjavacas, Sánchez Gómez, la Dehesilla, Alcahozo y Navalengua; así como otras lagunas y zonas encharcables menores (Marrancha, Montoro, La Toba, La Tata, Toconcillo, Carriazo, Los Navazos).
Debido a la extensión de los cultivos, la superficie forestal se ha visto reducida en los últimos años. No obstante, aún quedan algunos bosques de pino piñonero (Cerro Mingote, el Rabosero, el Giminillo, la Girona) y de encinas en los márgenes de la N-420 y la CM-3108, así como cerca del Záncara.

## Historia
El territorio que actualmente ocupa Mota del Cuervo estuvo habitado desde tiempos muy remotos como muestran los vestigios arqueológicos hallados en parajes del término municipal. Se tiene constancia de al menos dos motillas de la Edad del Bronce, así como poblaciones iberorromanas (El Zagarrón, El Castellar, Manjavacas). Sin embargo, es a partir de la Reconquista y sobre todo tras la repoblación de la zona por parte de la Orden de Santiago, cuando se puede hacer un seguimiento algo más lineal de la historia de Mota del Cuervo. 
En 1243, fecha de la sentencia del pleito seguido entre Alcaraz y la Orden de Santiago por el control de La Mancha, se nombra a Manjavacas y El Cuervo. De momento se desconoce si este lugar fue anterior o contemporáneo a La Mota y si quedaron fusionados en un momento dado. Un siglo después, cuando el maestre Don Fadrique constituyó el llamado Común de la Mancha, es decir, una asociación entre pueblos de una misma jurisdicción con fines ganaderos y fiscales, se seguía mencionando El Cuervo. 

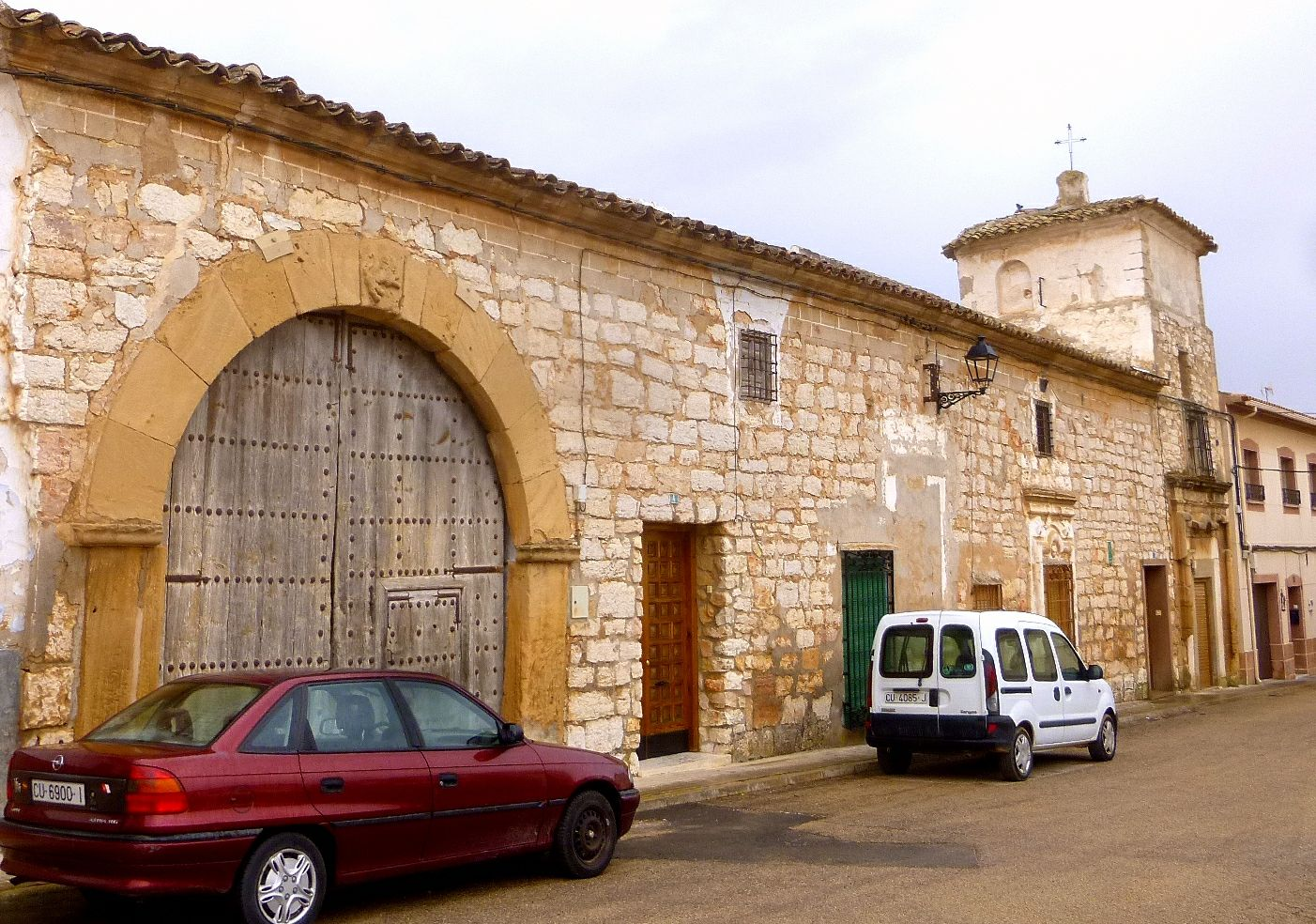
Antiguo convento de los Trinitarios

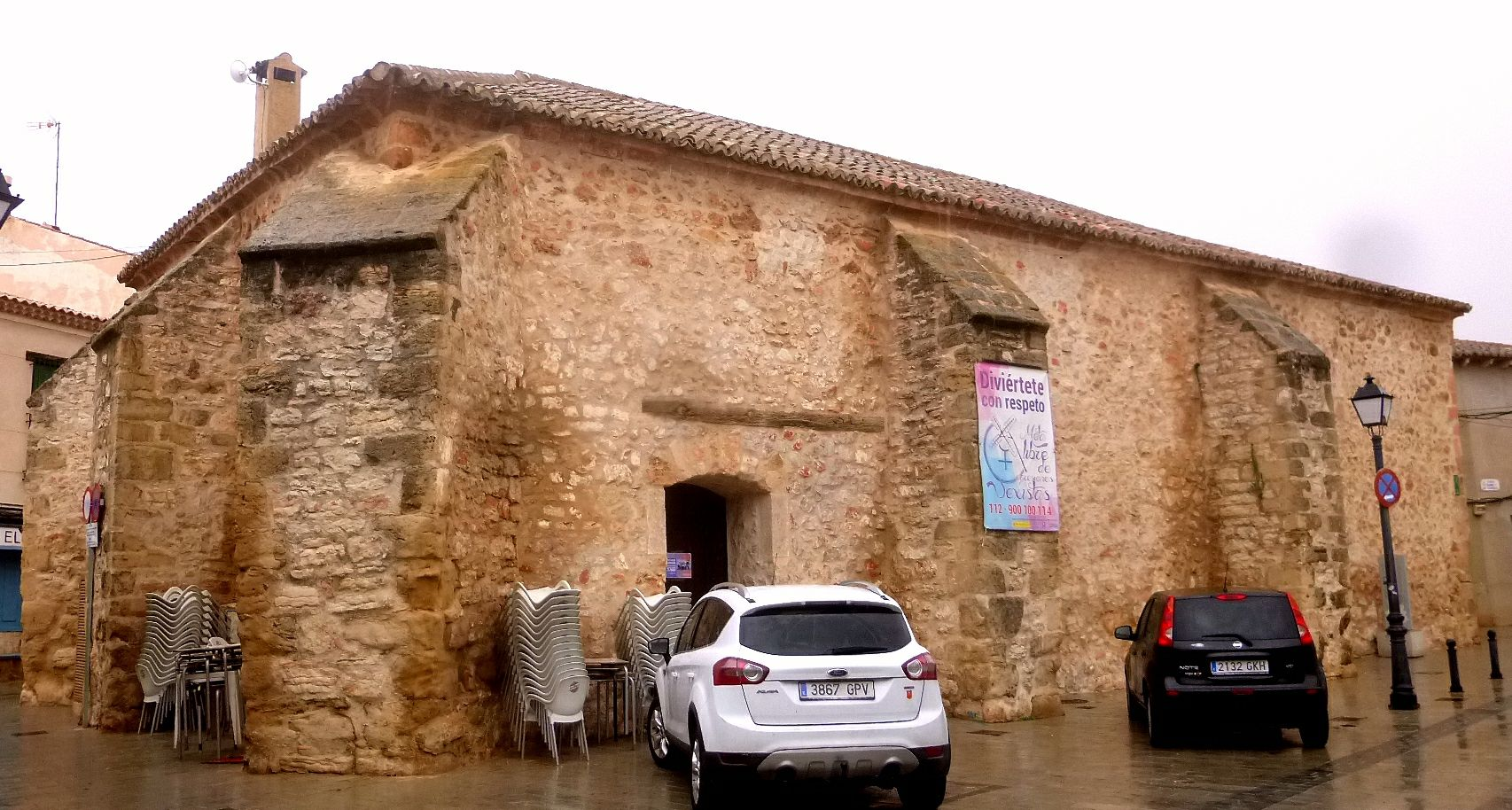
Tercia Real

En cuanto a Manjavacas, sus vecinos se fueron trasladando debido al continuo estado de enfermedad en que vivían, hasta que quedó despoblada. Este despoblamiento ocurrió al mediar el siglo XIV, posiblemente coincidiendo con el avance de la peste negra. En 1394 ya aparece el nombre de La Mota en un privilegio de confirmación de propiedad sobre ciertos montes. Y pocos años más tarde, en 1416, se le concede el fuero de Uclés. Para el período del dominio santiaguista se cuenta con una fuente documental fundamental que permite conocer la evolución de los pueblos de La Mancha a finales de la Edad Media. Hablamos de los Libros de Visitas de la Orden de Santiago, que cubren un periodo desde 1468 hasta 1606. Las visitas de los primeros años recogen el estado de abandono y depauperación que había en la época inmediatamente anterior. En estos libros se anotaba el informe detallado de la visita realizada a los lugares, edificios y bienes de la Orden. 

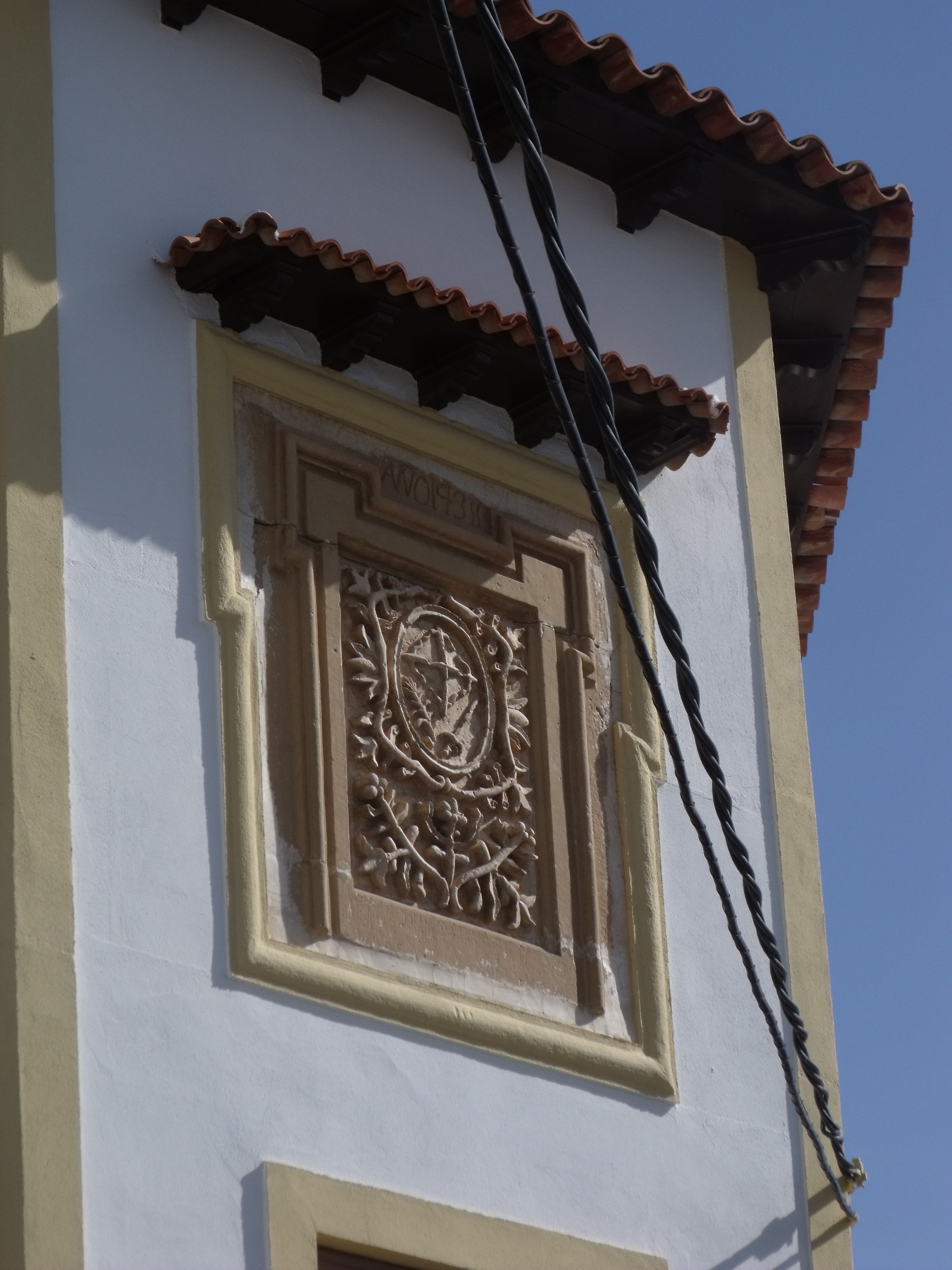
Escudo de la Inquisición en un edificio

La labor de los Reyes Católicos como administradores perpetuos de los bienes de la Orden, puede ser calificada de una verdadera reconstrucción de La Mancha santiaguista en todos los aspectos. En primer lugar, intentaron acabar con el arraigado sentido feudal que el territorio tenía, manifestado en el empeño que ponían los visitadores en reconstruir las murallas caídas o las viejas fortalezas de la Orden. A finales del siglo XV se nombra una fortaleza en la Mota, «que está en el centro de la dicha villa, derrocada por el propio concejo y por mandato del marqués de Villena». Durante su reinado también se reanima el proceso poblacional; un aumento que viene acompañado por un fenómeno de concentración urbana –iniciado por los santiaguistas– en escogidos y potenciados núcleos de población que acaban con un asentamiento primitivo. En Mota se va a pasar de 190 vecinos en 1494 a 209 en 1511. A partir de esta fecha se rompe el estancamiento y la población crece continuamente: se llega a 500 vecinos en 1575, para alcanzar 850 en 1752. No obstante, los datos poblacionales varían según los autores. Otro aspecto de la obra de los Reyes Católicos es el aumento y la eficacia en la construcción de iglesias y otros edificios. A partir de 1507 se comienzan a fundar hospitales para pobres. 
En 1542, según Provisión de Carlos I y conservada en el Archivo Municipal ya aparece completo el nombre de La Mota El Quervo. Gracias a las llamadas Relaciones Topográficas de Felipe II (1575) se cuenta con una fuente de gran valor para conocer la situación económica y social en este periodo: los habitantes eran en su mayoría pobres, trabajadores «que ganan de comer con sus brazos», las casas eran bajas y pequeñas hechas de tierra y piedra. Había diez casas de hidalgos. En esta época pertenecía al Reino de Toledo y para los pleitos en grado de apelación recurrían a la Chancillería de Granada. También estaban bajo la jurisdicción del prior de Uclés, por ser territorio de la Orden de Santiago. El 19 de marzo de 1614, el rey Felipe IV concede a La Mota el privilegio de villazgo y jurisdicción en primera instancia.

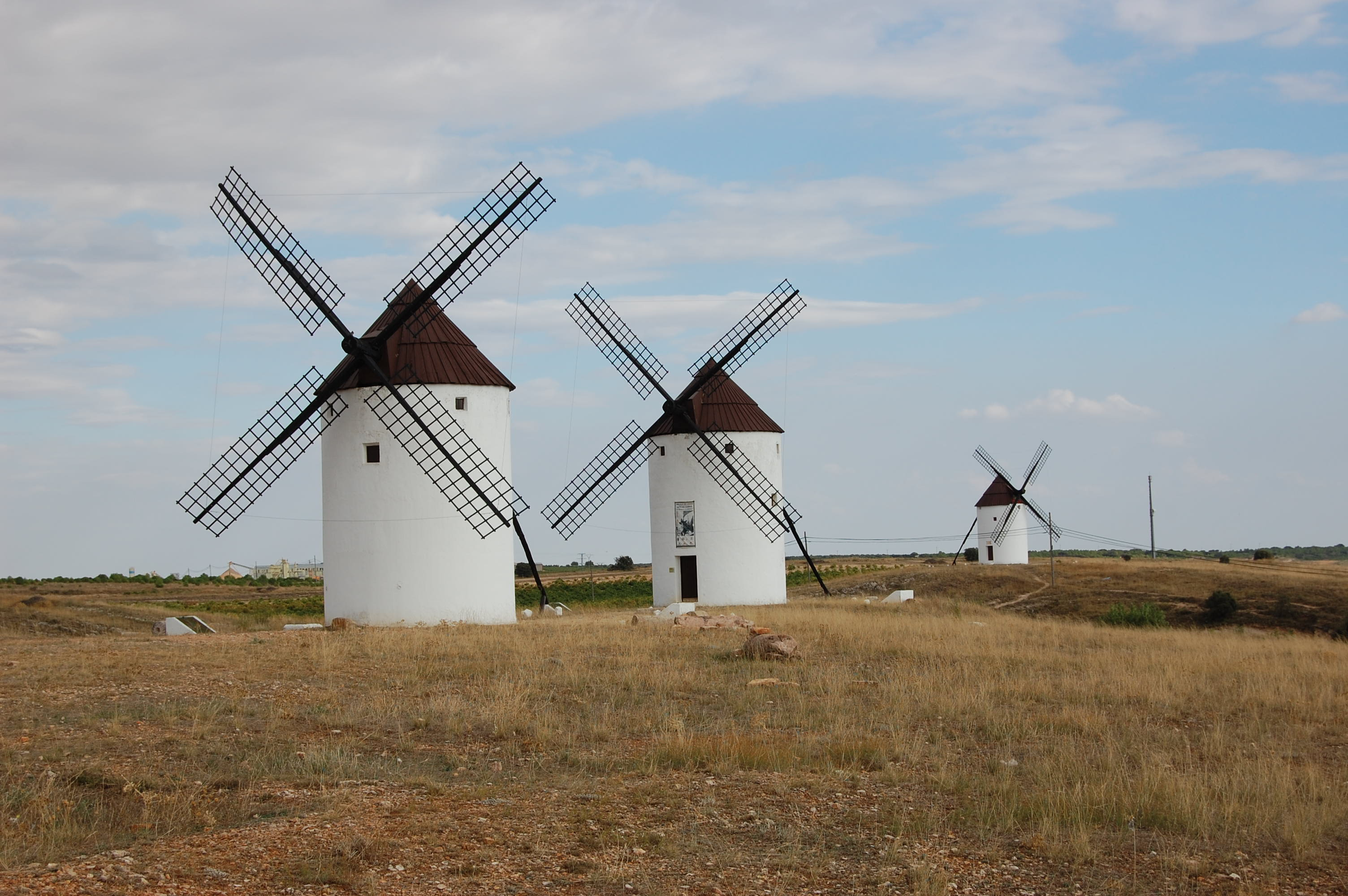
Molinos de viento restaurados

A mediados del siglo XVIII, el Catastro de Ensenada, aunque realizado con fines fiscales, se convierte en una de las fuentes más ricas para conocer los pueblos de Castilla. De Mota se sabe, entre otras cosas, que contaba con 850 vecinos, 100 pobres de solemnidad, 15 molinos de viento, 3 hornos de cocer cántaros, 1 pozo de nieve, ninguna taberna, 3 mesones, 2 hospitales y que la patrona de la villa era Nuestra Señora de la Concepción y sus abogados los Arcángeles San Miguel y San Rafael.
Ya en el siglo XIX, y tras la reorganización provincial de Javier de Burgos en 1833, Mota del Cuervo deja de pertenecer a Toledo, para ser incluida dentro de la provincia de Cuenca. En esta época seguía siendo un pueblo eminentemente agrícola, pero seguía caracterizándose por su actividad alfarera. Hacia mediados del siglo XIX la villa tenía contabilizada una población de 3705 habitantes. Aparece descrita en el decimoprimer volumen del Diccionario geográfico-estadístico-histórico de España y sus posesiones de Ultramar de Pascual Madoz de la siguiente manera:

MOTA DEL CUERVO: v. con ayunt. en la prov. de Cuenca (14 leg.), part. jud. de Belmonte (2), aud. terr. de Albacete (16), c. g. de Castilla la Nueva (Madrid 24 1/2), priorato de Uclés (8). sit. al estremo SO. de la prov., á la falda de una pequeña montaña, y circundado de otras, escepto por el N.: su clima es templado, combatido por los vientos de E. y O., y propenso á calenturas catarrales. Consta de 600 casas de mediana construccion, inclusa la de ayunt., cárcel y pósito, formando varías calles de piso regular; hay escuelas de primeras letras de ambos sexos concurridas, la de niños por 100, y dotada con 2,920 rs., y á la de niñas asisten 16, y tiene de retribucion su maestra 500 rs.: para surtido del vecindario se hallan 4 pozos dentro de la pobl. con bastante agua, aunque salobre; la igl. parr., bajo la advocacion de San Miguel Arcangel, está servida por un cura de término, un teniente y otros auxiliares; en el centro del pueblo está la ermita de San Sebastian, y estramuros las de Ntra. Sra. del Valle, Manjavacas y Sta. Ana; también existe una casa de beneficencia, donde se recogen los enfermos pobres y militares; tiene fondos propios. Confina el térm. por N. con los Hinojosos; E. con Belmonte; S. Socuellamos, y O. Toboso y Pedro Muñoz: en él se hallan comprendidos los desp. de Manjavaca, Casas de Castaño, Giminillo, Viuda, Sancho Gómez, Oyuelas y Hero Concejo: su terreno es de mediana calidad, y por la parte del S. le baña el r. Záncara: los caminos son locales, y la carretera de Madrid á Valencia pasa por la pobl.; su estado es regular: la correspodencia la recibe de Belmonte por balijero los lunes, jueves y sábados, y sale domingo, miércoles y viernes. prod.: trigo, cebada, centeno, patatas, vino y algun aceite; se cria ganado lanar; caza de liebres, perdices y conejos. ind., la agrícola, elaboracion de objetos de alfarería, una fáb. de jabon, telares de albornoces, 18 molinos de viento para harinas, y otros 6 de aceite. comercio: la esportacion de granos y objetos de alfarería, é importacion de arroz, bacalao y telas de vestir que llevan las pasiegas. pobl.: 931 vec., 3,705 alm. cap. prod.: 7.622,420 rs. imp.: 381,061. El presupuesto municipal asciende á 18,000 rs., de los que se dan 3,300 al secretario de ayunt., cubriéndose todo con los prod. de propios.

En la mencionada montaña, que domina á la pobl., se han hallado hermosas petrificiones de conchas y vejetales, lo que prueba ser esta de la época diluviana; y en su cima hubo un cast. perteneciente á los caballeros de la órden de Santiago, donde, segun tradicion, celebraron algunas asambleas.
(Madoz, 1848, pp. 624-625)

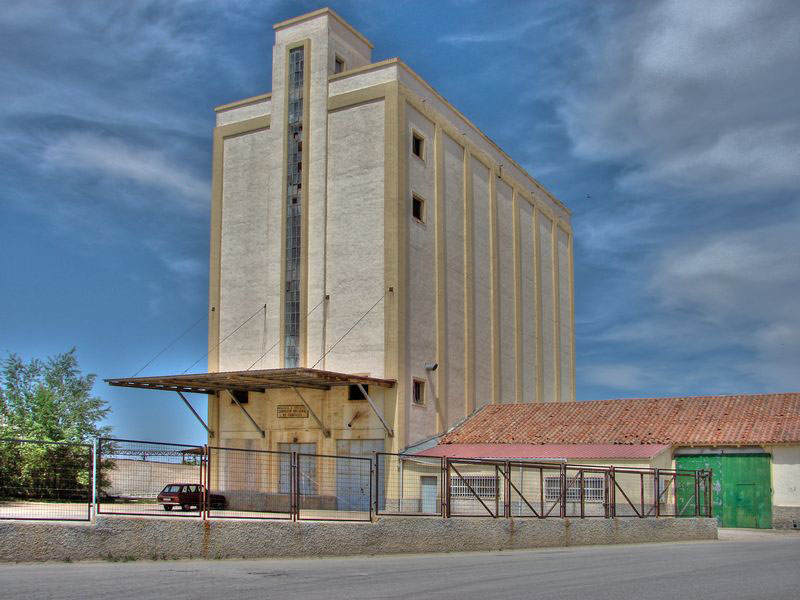
Antiguo silo de cereales de Mota del Cuervo

Desde el punto de vista turístico, fueron los años 1960 y 1970, a pesar del declive demográfico, los de mayor auge. Se reconstruyeron los molinos de viento y se cedieron a distintas embajadas, adquirió la denominación geoturística de Balcón de la Mancha y ganó durante dos años consecutivos el primer premio en los concursos provinciales de embellecimiento y Mejora de los pueblos. También sus fiestas patronales, La Traída y La Llevada de la Virgen, fueron declaradas de Interés Turístico Nacional.

## Demografía
Mota del Cuervo cuenta con una población de 6121 habitantes (INE 2024).
| Gráfica de evolución demográfica de Mota del Cuervo entre 1842 y 2021                                               |
| |
| Población de derecho según los censos de población del INE Población de hecho según los censos de población del INE |

## Administración y política
| Periodo   | Nombre                                               | Partido                           |
| --------- | ---------------------------------------------------- | --------------------------------- |
| 1979-1983 | Primitivo Cano Contreras                             | Partido Comunista de España       |
| 1983-1987 | Rafael Jiménez Crespo                                | Partido Comunista de España       |
| 1987-1991 | Primitivo Cano Contreras                             | Izquierda Unida                   |
| 1991-1995 | Antonio Rodríguez García Teresa Castellano Rodríguez | Partido Popular                   |
| 1995-1999 | Feliciano Mayorga Tarriño                            | Izquierda Unida                   |
| 1999-2003 | Alfonso Escudero Ortega                              | Partido Socialista Obrero Español |
| 2003-2007 | Alfonso Escudero Ortega                              | Partido Socialista Obrero Español |
| 2007-2011 | José Vicente Mota de la Fuente                       | Izquierda Unida                   |
| 2011-2015 | Miguel Antonio Olivares Cobo                         | Partido Popular                   |
| 2015-2019 | Alfonso Escudero Ortega                              | Partido Socialista Obrero Español |
| 2019-2023 | Jacobo Medianero Millán                              | PS-IU                             |
| 2023-act. | Irene Cabrera Rodríguez                              | Partido Popular                   |

Tras las elecciones municipales de 2023, fue investida como alcaldesa Irene Cabrera Rodríguez, del Partido Popular. Los comicios habían deparado una composición de la corporación municipal de 5 concejales para el Partido Popular, 5 concejales para Unidas por Mota y, 3 concejales para el Partido Socialista Obrero Español.

## Cultura

### Patrimonio

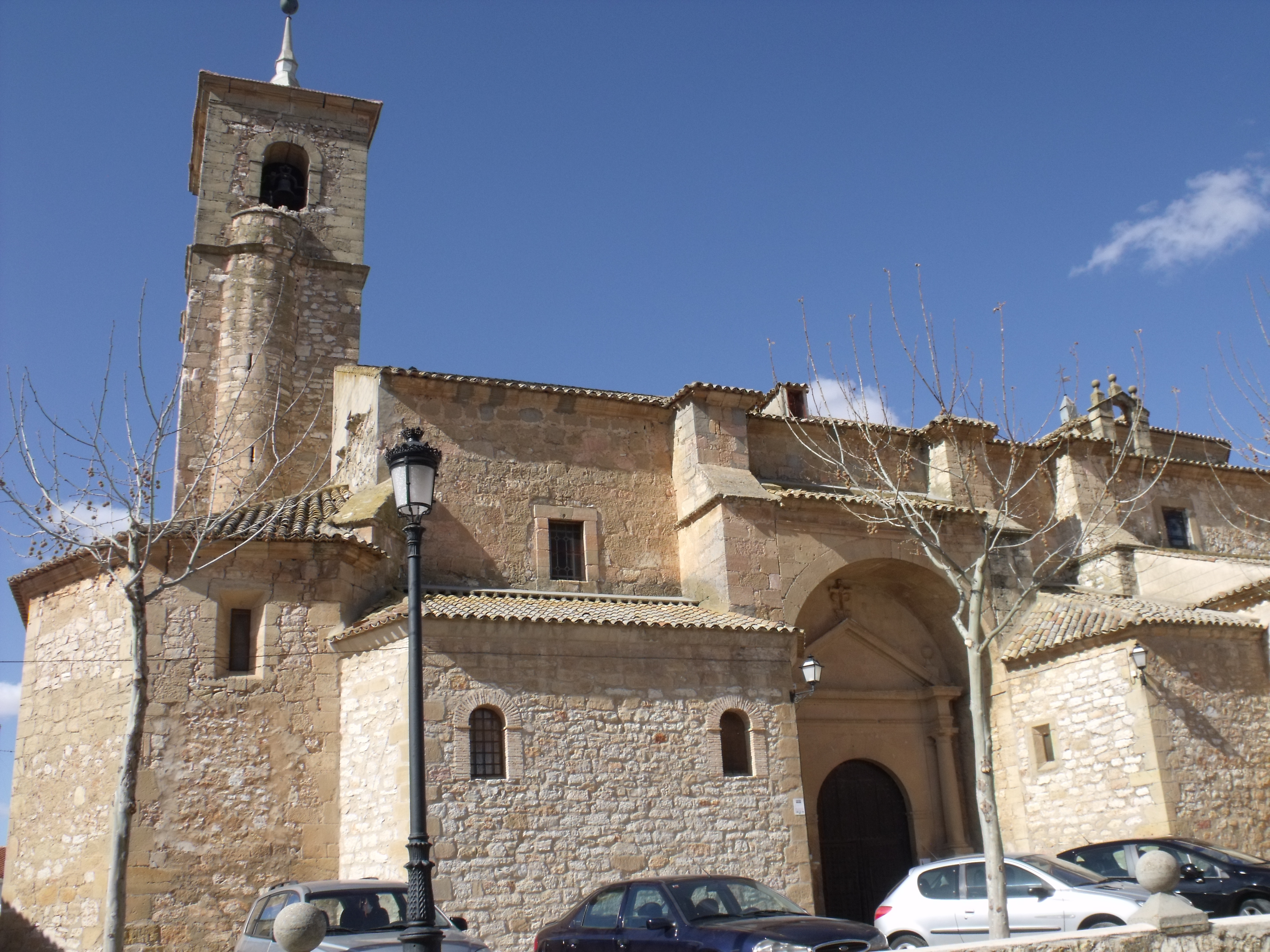
Iglesia de San Miguel

Por la ermita de Manjavacas pasa el Camino de Santiago del Sureste, procedente de Alicante, Cartagena, Murcia, Valencia y Albacete, pasando por el Camino de la Virgen hasta Mota del Cuervo, y lo atraviesa por la calle Mayor en dirección al Toboso, por el camino del mismo nombre.
La Ruta de Don Quijote pasa por Mota del Cuervo, por los molinos de viento y la ermita de Manjavacas.
En la localidad se encuentra la iglesia de San Miguel Arcángel.

### Festividades
Nuestra Señora de la Antigua de Manjavacas

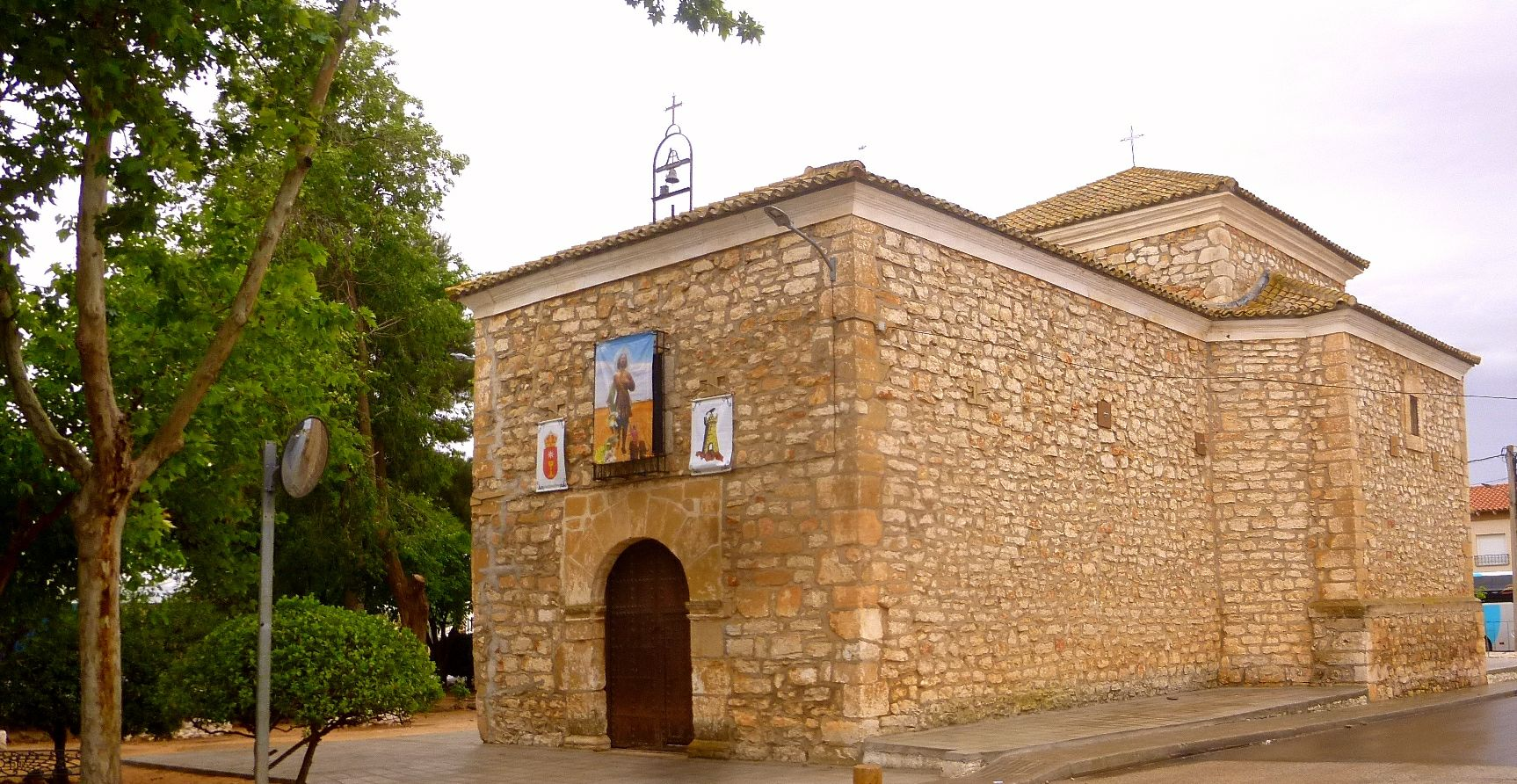
Ermita de San Isidro Labrador

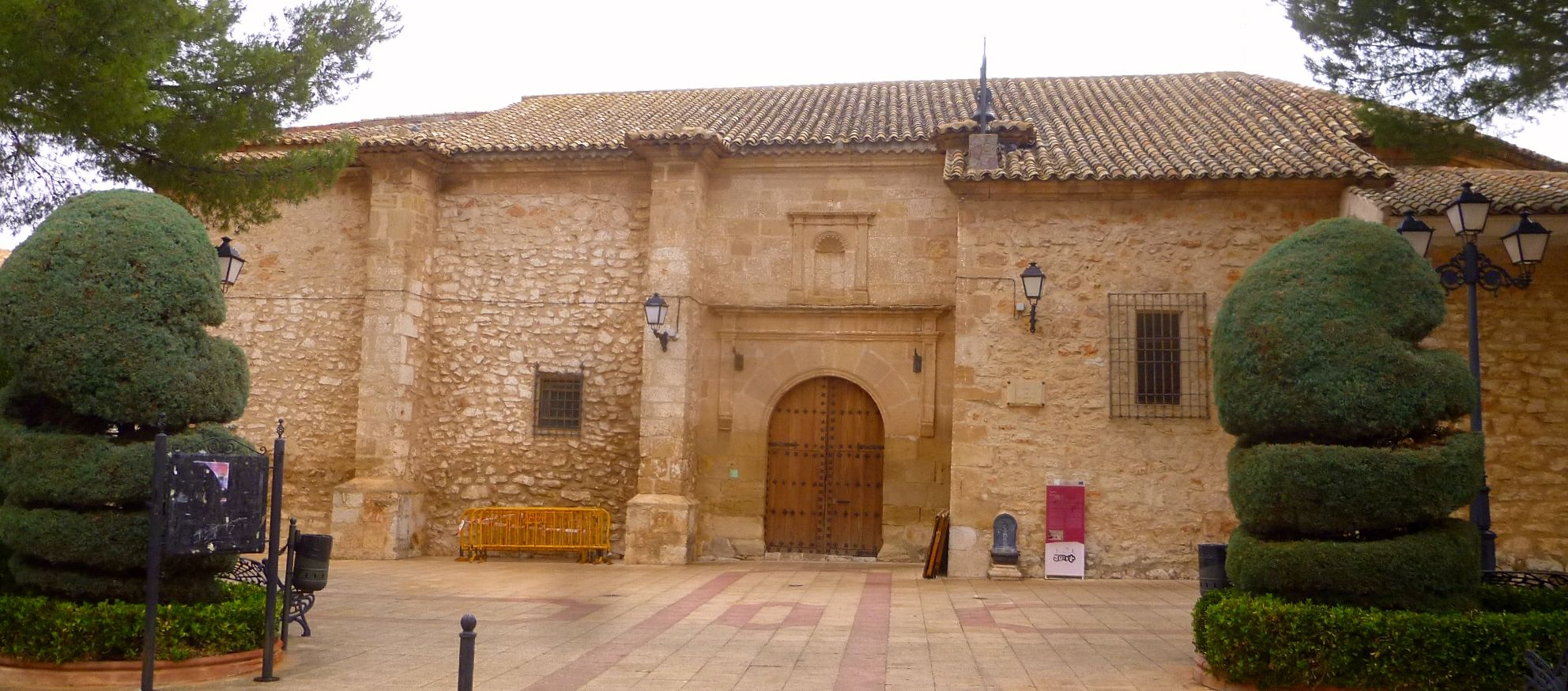
Ermita del Santo

El primer domingo de agosto se celebraLa Traída de la Virgen de Manjavacas. Es una romería a la carrera con la imagen desde el Santuario de Manjavacas situado a 7 km de la localidad. El segundo fin de semana de agosto se celebra la Feria. Durará, oficialmente, desde el sábado hasta el miércoles. El tercer domingo la imagen de la Virgen de Manjavacas vuelve a ser llevada a hombros y a la carrera hasta su ermita. 
Cuenta el imaginario popular moteño, que tanto el nombre de la ermita como el de esta festividad, tienen su origen en el siglo XVII, cuando un grupo de moteños acudió en auxilio de unos comerciantes que se habían accidentado en las cercanías del pueblo. Los primeros, quedaron fascinados por la belleza de la talla de una Virgen, y tuvieron a bien hurtar la imagen, dándose a la fuga a toda velocidad en una carreta de tracción bovina. Cada primer domingo de agosto se conmemora este acontecimiento, en unos fastos que sirven de referencia para toda la región, siendo declarada de Interés Turístico Nacional en 1977.
Santa Rita

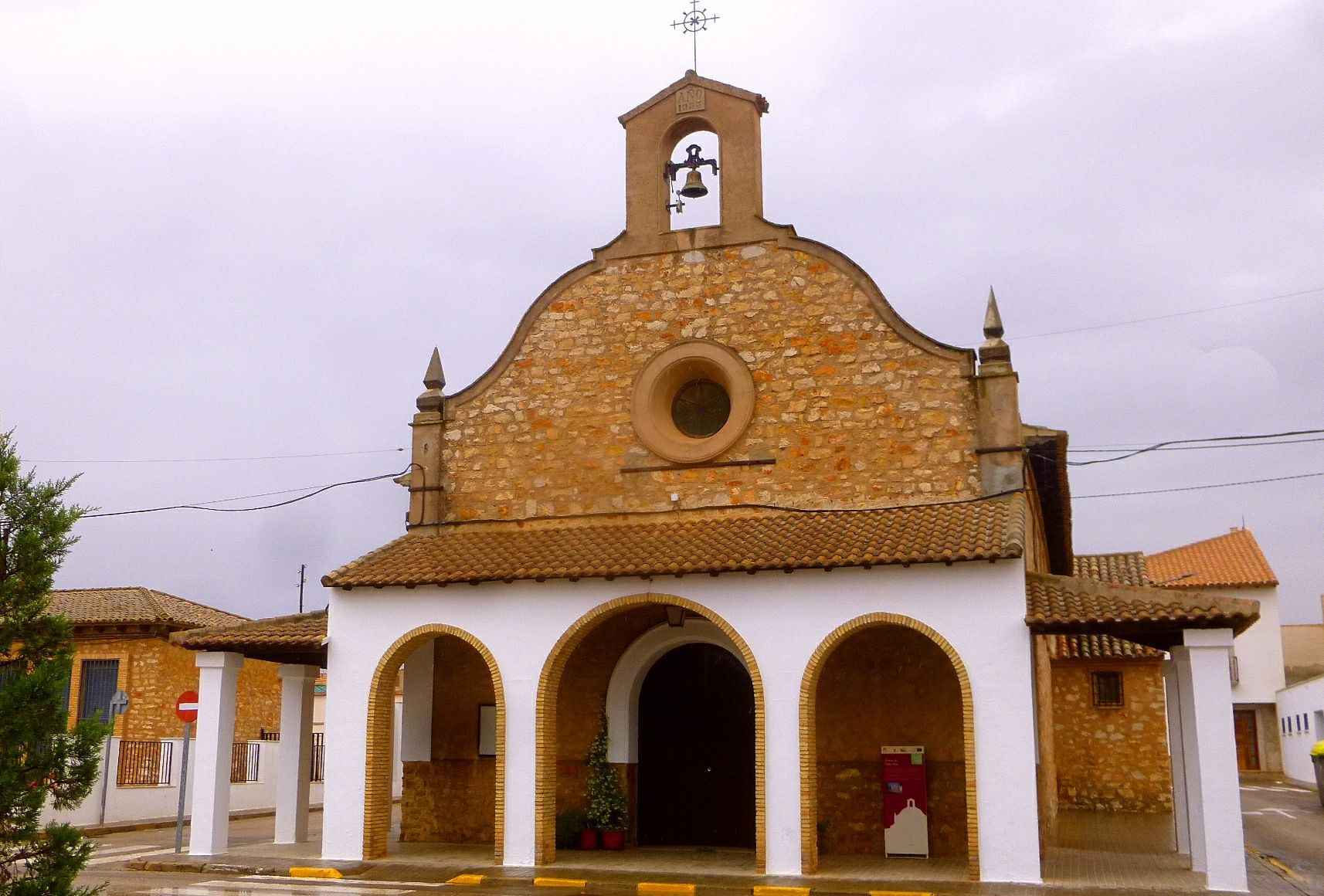
Ermita de Santa Rita

Se celebra el fin de semana más cercano al 22 de mayo. Es la fiesta de un barrio del municipio, pero fiesta y feria son comunes todo el pueblo.
San Agustín
Se celebra el 28 de agosto. La imagen de San Agustín y la Virgen del Valle son traídas desde su santuario (a 1,5 km), al igual que en el caso de Ntra. Sra. de la Antigua de Manjavacas, corriendo. Aunque son fiestas de la localidad, se viven especialmente en el barrio de las cantarerías. La Virgen del Valle es patrona de las cantareras.
Fiesta del primero de mayo
Desde el comienzo de la época democrática, Mota del Cuervo celebra el Primero de Mayo con un acto reivindicativo de la clase trabajadora, concentración, manifiesto, etc, junto con otras actividades culturales, como suelen ser un concierto en la plaza Mayor de la Asociación Musical Moteña. En 2008, además, se pudo disfrutar de conciertos la noche del 30 de abril.

### Tradiciones
El primer domingo de agosto se celebra La Traída de la Virgen, donde la imagen de la Virgen de Manjavacas es transportada por los anderos corriendo de la ermita al pueblo (7 km). La Virgen permanece quince días en el pueblo, y el tercer domingo de agosto se celebra la Llevada, por la que se vuelve a llevar a la Virgen corriendo desde el pueblo a la ermita.
Otras costumbres locales son:
- Las garganteras (3 de febrero): día en que el padrino/madrina de bautizo de un niño le regala algo, habitualmente ropa o algún detalle de utilidad (poner las garganteras)
- Cantar la Llueca (segundo domingo de Cuaresma): consiste en merendar un bollo (la llueca) con, normalmente, chocolate. Antes de ponerse a comer se canta una conocida cancioncilla. Aunque no tiene por qué, La Sierra de los Molinos suele ser el sitio típico para celebrar este día.

### Alfarería moteña

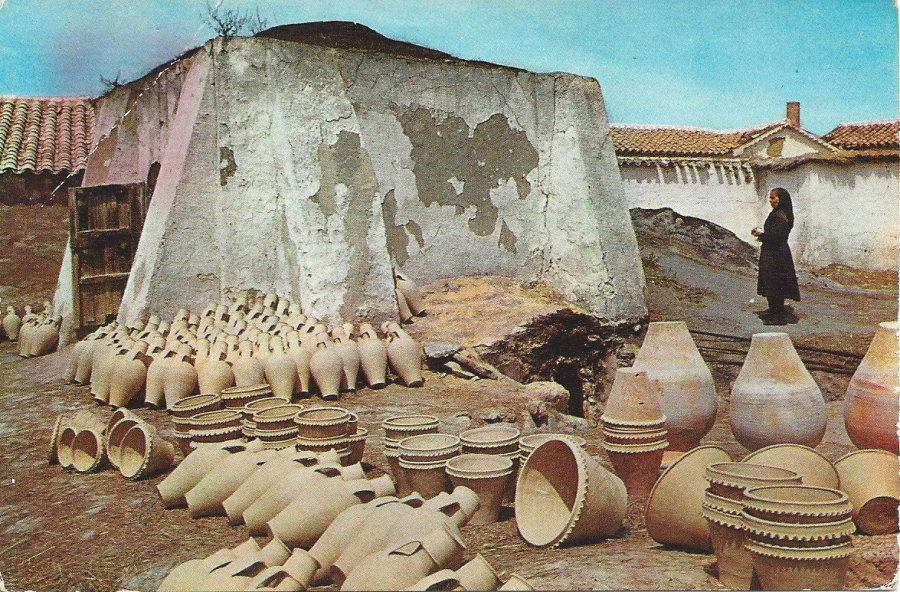
Horno alfarero (1968)

La alfarería de Mota del Cuervo se ha caracterizado por ser elaborada por mujeres. Es una alfarería utilitaria para el agua. Sus artesanas, que ocupaban casi en su totalidad el barrio del Arrabal, se las conocía como cantareras, siendo el cántaro la pieza más característica de su producción, distinguido por su boca o embocadura ancha y contundente.

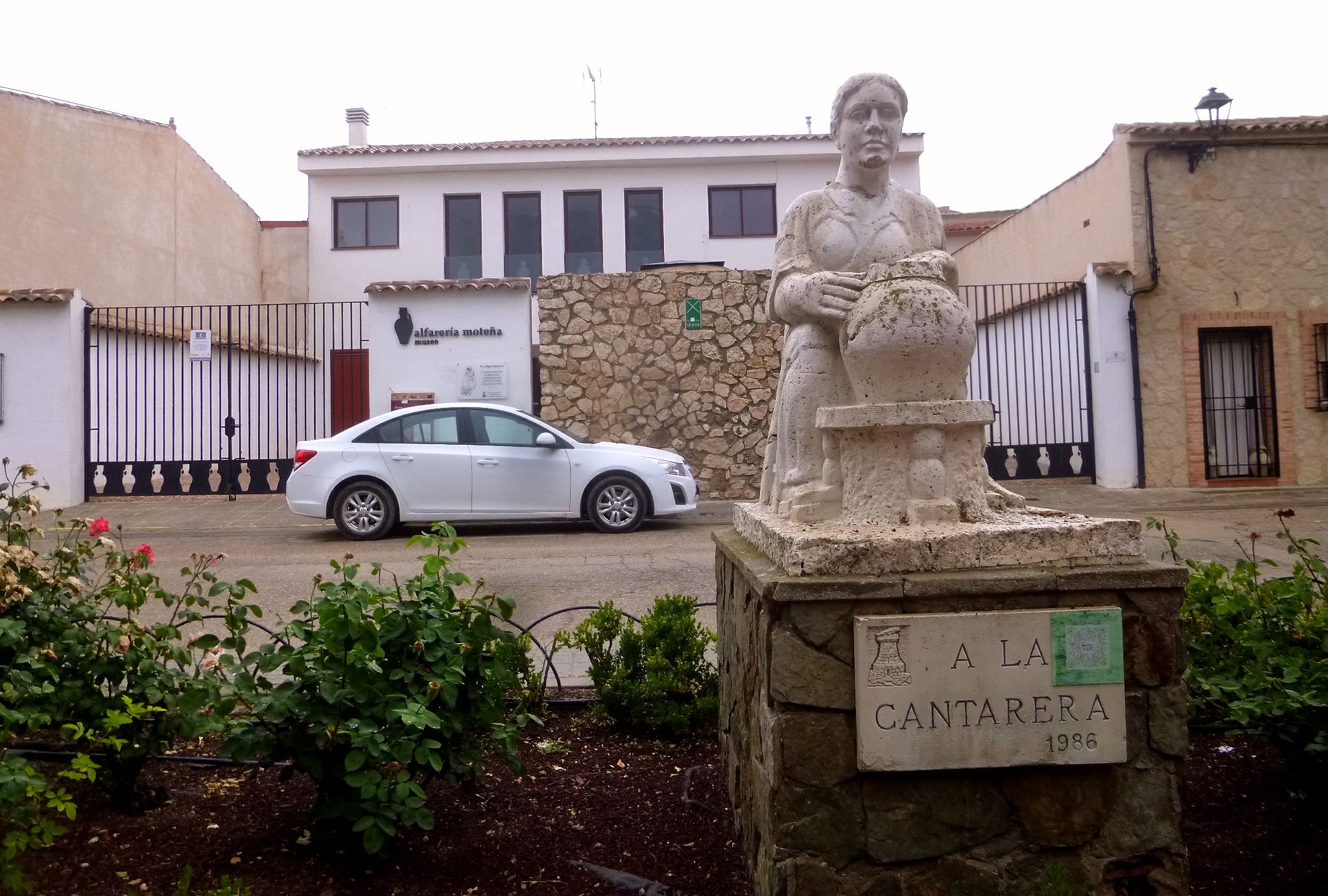
Monumento a la Cantarera y Museo de Alfarería Moteña

Aun en los tiempos de mayor producción, antes de la aparición de los plásticos, en Mota del Cuervo no existían «locales especiales para los alfares. Estaban ubicados en las propias viviendas de las cantareras, que aprovechaban las diferentes estancias de la casa para su trabajo: la cocina, en invierno; y los porches y portales, en verano». Se trabajaba sobre torno bajo, de no más de 50 cm de altura, inclinadas las alfareras sobre él, con la pella apoyada sobre el brazo para trabajarla por urdido.
En pleno centro del barrio de las Cantarerías, barrio de origen mudéjar, se encuentra el Museo de Alfarería abierto desde agosto de 2009.

### Deporte
En fútbol, su equipo era el C. D. Mota del Cuervo, ahora desaparecido. En la temporada 2015-16 jugó en la primera autonómica. En la temporada 2018-2019 comenzó su andadura la U. D. Mota del Cuervo. La U. D. Mota del Cuervo se proclamó campeón de Liga de la Segunda División Autonómica, Grupo III, y ascenderá automáticamente a Primera División Autonómica.
Dispone de un club de atletismo fundado en 2008, teniendo este numerosos componentes, que comenzaron a competir en la temporada 2009. Actualmente se realizan carreras populares en el municipio organizadas por dicho club.
También existe el Club Baloncesto Mota, fundado en 2009, que compite en la 2.ª División Autonómica y en Júnior Preferente.